# Yoizuki
Le Yoizuki (宵月) était un destroyer de classe Akizuki en service dans la Marine impériale japonaise pendant la Seconde Guerre mondiale.

## Historique
Commissionné tardivement, le navire n'a participé à aucune action pendant la Seconde Guerre mondiale.
En mars 1946, le Yoizuki servit à transporter plus de 1 000 Formosans (habitants de Taiwan), Philippins et prisonniers de guerre japonais à Sydney, en Australie. Les conditions à bord du navire et la détresse évidente des rapatriés suscitèrent la controverse en Australie. Le 29 août 1947, le Yoizuki fut remis à la République de Chine. Renommé CNS Fen Yang, il fut démoli en 1963.